# 8688 Delaunay
8688 Delaunay eller 1992 PV1 är en asteroid i huvudbältet som upptäcktes den 8 augusti 1992 av den belgiske astronomen Eric W. Elst vid La Silla-observatoriet. Den är uppkallad efter den franske astronomen och matematikern Charles-Eugène Delaunay.